# 쿠릴 해협

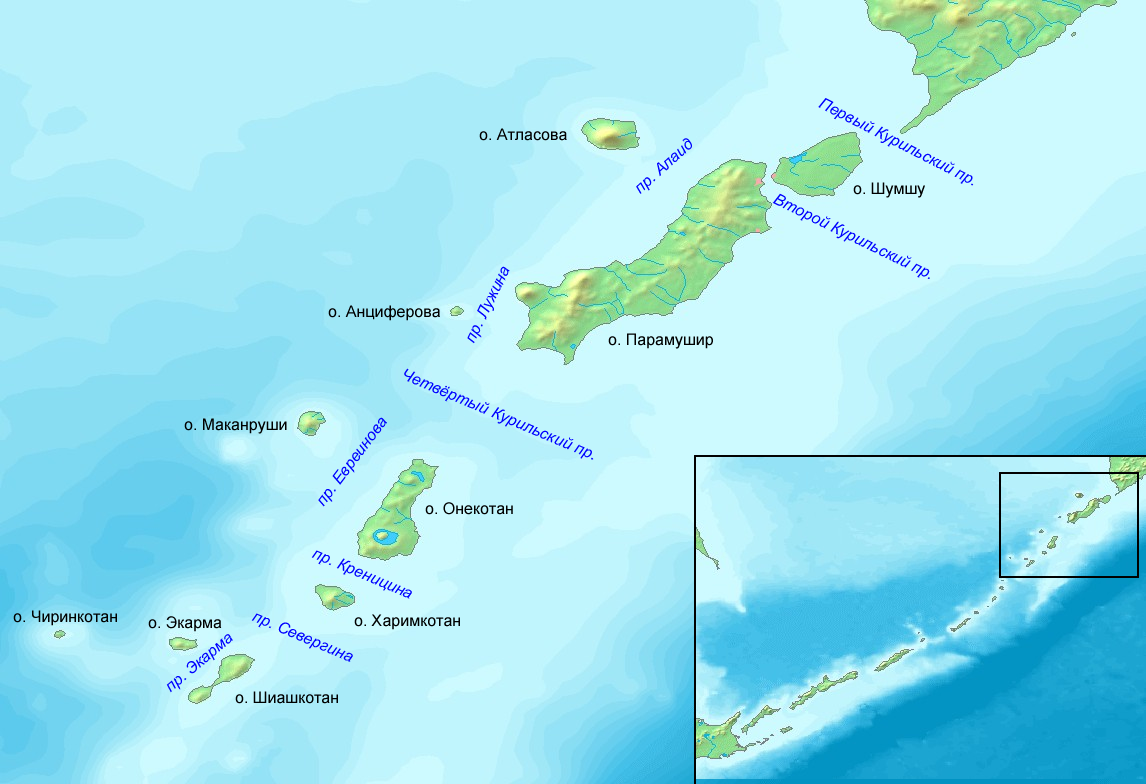

쿠릴 해협(러시아어: Первый Курильский пр 첫 번째 쿠릴 해협[*], 일본어: 千島海峡/ちしまかいきょう 지시마 카이쿄[*])는 쿠릴 열도 최북동단의 슘슈섬, 캄차카반도의 최남단 로팟카곶 사이에 위치한 13km의 해협이다. 태평양과 오호츠크해에 접하고 있다.

## 역사
러시아는 영토를 동쪽으로 확장하던 중 17세기에 캄차카반도에 도달하여 영유권을 선언하였다. 또한, 쿠릴 해협을 넘어 쿠릴 열도 북부로 진출을 계속하려고 하였다. 1854년, 쿠릴 열도 남부를 지배하고 경제활동을 하고 있었던 일본 에도막부 사이에서 러·일 화친조약이 체결되어 쿠릴 해협의 양안이 러시아 영토임을 확인하였다. 이후 1875년 러시아와 일본이 사할린·쿠릴 교환 조약을 체결하면서 쿠릴 섬을 포함한 쿠릴 열도 북부가 일본에 할양되었고, 이후 쿠릴 해협은 일본과 러시아 양국의 국경이 되었다. 이후 사회주의 혁명으로 러시아는 소련이 된 이후에도 소련과 일본 간의 국경이 되었다.
1945년 8월, 제2차 세계대전 말기에 소련이 일본에 선전포고를 하면서 쿠릴 섬에 침공한 소련군과 일본군 수비대 간의 전투가 발생하였다. 소련군은 동해협 너머 포격을 실시하였고, 쿠릴 열도 전역을 점령해 쿠릴 해협에 있던 국경선은 사실상 소멸하게 된다. 1991년 소련이 붕괴되면서 이 지역의 지배권은 러시아에 계승되었으며, 현재도 러시아가 지배하고 있다.